# سیارک ۶۵۳۱
سیارک ۶۵۳۱ (به انگلیسی: 6531 Subashiri، نامگذاری:1994YY) شش هزار و پانصد و سی و یکمین سیارک کشف شده‌است که در ۲۸ دسامبر ۱۹۹۴ کشف شد.